# Các bức vẽ trên đá của Hoa Sơn
Cảnh quan văn hóa Nghệ thuật đá Hoa Sơn Tả Giang (tiếng Trung: 花山壁画; bính âm: Huāshān Bìhuà, Hán-Việt: Hoa Sơn bích họa) là cảnh quan rộng lớn lịch sử của nghệ thuật điêu khắc đá trên các núi đá vôi có niên đại ít nhất vài trăm năm ở tỉnh Quảng Tây, Trung Quốc. Các bức vẽ nằm bên bờ phía tây của Minh Giang (tiếng Trung: 明江; bính âm: Míng Jiāng; nghĩa đen 'Sông sáng chói') là một nhánh của Tả Giang. Khu vực tự nhiên quanh cảnh quan văn hóa này thuộc Khu bảo tồn thiên nhiên, thuộc thị trấn Ái Điếm, huyện Ninh Minh. Vào ngày 15 tháng 7 năm 2016, Cảnh quan văn hóa Nghệ thuật đá Hoa Sơn Tả Giang đã được UNESCO công nhận là Di sản thế giới.
Các bức vẽ được cho là có niên đại khoảng 1.800-2.500 hoặc 1.600-2.400 năm tuổi. Thời kỳ vẽ ra các bức tranh có lẽ là từ thời Chiến Quốc cho tới cuối thời nhà Hán trong lịch sử Trung Quốc. Các bức vẽ được cho là tác phẩm nghệ thuật của những người Lạc Việt cổ, tổ tiên của người Choang ngày nay. Xác định niên đại cacbon cho thấy, bức tranh cổ nhất được vẽ cách đây 16.000 năm, trong khi bức vẽ muộn nhất có niên đại 690 năm tuổi.
Các vách đá chính của núi có chiều rộng 170 mét và cao 40 mét được cho là bức tranh đá lớn nhất Trung Quốc. Bức tranh nằm ở độ cao từ 30 đến 90 mét so với mực nước sông với khoảng 1.900 hình ảnh rời rạc bố trí trong 110 nhóm hình ảnh. Nguyên liệu sử dụng để vẽ là Đất son đỏ (Hematit) keo động vật và máu tạo thành màu đỏ đặc trưng cho các hình vẽ. Hình ảnh mô tả bao gồm trống đồng, dao, kiếm, chuông, và tàu thuyền. Một số hình ảnh về con người có chiều cao 60 cm, 150 cm thậm chí có hình ảnh đạt tới 3 mét.